# Janne Keyser
Carl Johan "Janne" Jakob Keyser, född 5 juli 1821 i Slaka socken, Östergötlands län, död 7 april 1895 i Norrköping, var en svensk lantbrukskemist och lektor, farbor till Gustaf Jakob och Ernst Jakob Keijser, kusin till Hilda Elisabet Keyser.
Keyser blev student vid Uppsala universitet 1841 och promoverades där till filosofie magister 1848, varpå han kallades till docent i kemi vid Uppsala universitet, och anställdes såsom lärare i agrikulturkemi, fysik och kemi vid Ultuna lantbruksinstitut 1851. Under åren 1853-54 gjorde han såsom bysantinsk stipendiat en vetenskaplig resa genom  Tyskland och Frankrike, utnämndes 1857 till lärare i kemi och kemisk teknologi vid Tekniska elementarskolan i Norrköping, samt antogs året därpå till agrikulturkemist för Östergötland. Under åren 1877-88 var han lektor vid nämnda läroverk. 
Förutom en mängd vetenskapliga avhandlingar, införda i "Tidskrift för landtmanna- och kommunalekonomien" samt i "Farmaceutisk tidskrift", utgav Keyser bland annat Om gödningsmedlens beståndsdelar och verkningssätt (1860), Blad ur naturens bok (1863), Kurs i laborationsöfningar (1864), Organisk kemi (1866-67, andra upplagan 1876), Kemien (1869-76, i "Bibliotek för populär naturkunnighet"), Förstudier till den kemiska analysen (1879), samt En samling qvantitativa, praktiska prof å allmänt förekommande ämnen (1881).